# Ясенки (Курская область)
Ясенки — село в Горшеченском районе Курской области России. Административный центр Ясеновского сельсовета.

## География
Село находится в восточной части Курской области, в лесостепной зоне, в пределах юго-западной части Среднерусской возвышенности, вблизи административной границы с Воронежской областью, на расстоянии примерно 9 км (по прямой) к востоку от посёлка городского типа Горшечное, административного центра района. Абсолютная высота — 235 м над уровнем моря.
Часовой пояс
Село Ясенки, как и вся Курская область, находится в часовой зоне МСК (московское время). Смещение применяемого времени относительно UTC составляет +3:00.

## Население
| 1859 | 1897  | 2002 | 2010 |
| ---- | ----- | ---- | ---- |
| 2151 | ↗3238 | ↘944 | ↘768 |

Гендерный состав
По данным Всероссийской переписи населения 2010 года, в гендерной структуре населения мужчины составляли 45,3 %, женщины — соответственно 54,7 %.
Национальный состав
Согласно результатам переписи 2002 года, в национальной структуре населения русские составляли 97 % из 944 чел.

## Улицы
| - ул. Гагарина, - ул. Колхозная, - ул. Лесная, | - ул. Молодёжная, - ул. Садовая, - ул. Третьякевича. |

## Известные уроженцы
- Болгов, Василий Егорович (1913—1989) — советский деятель сельского хозяйства, Герой Социалистического Труда.
- Булгаков, Иван Тихонович (1906—1950) — советский военнослужащий, младший сержант. Полный кавалер ордена Славы.
- Булгаков, Николай Петрович (1929—2004) — советский и украинский океанолог, геофизик и гидролог. Академик НАН Украины.
- Козлова, Александра Степановна (1946—2008) — советский и российский юрист. Заслуженный юрист Российской Федерации.
- Третьякевич, Виктор Иосифович (1924—1943) — советский подпольщик, комиссар антифашистской организации «Молодая гвардия», Герой Российской Федерации.